# كفر الولجا
كفر الولجا إحدى قرى مركز كفر شكر التابع لمحافظة القليوبية بجمهورية مصر العربية، ومن أعلامها الدكتور إبراهيم حلمي عبد الرحمن وزير التخطيط الأسبق.

## السكان
بلغ عدد سكان كفر الولجا 5,541 نسمة، حسب الإحصاء الرسمي لعام 2006.